# Cork megye
Cork (írül: Contae Chorcaí) Írország és az Ír-sziget legdélebbre (délnyugatra) fekvő és legnagyobb megyéje.
Cork egyik beceneve "a lázadó megye", mivel a Cork városiak 1491-ben Perkin Warbeket támogatták, aki a "rózsák háborúja" idején igényt jelentett be az angol trónra. Ezt a nevet segített életben tartani, hogy az Ír függetlenségi háborúban (1919 – 1921), majd az Ír polgárháborúban (1922 – 1923) Cork ismét fontos szerepet töltött be.

## Földrajz
A megye székhelye Cork város. Cork egyben az Ír Köztársaság második legnagyobb városa és Munster tartomány hagyományos központja. A megye területe 7457 km² (210 km²-rel nagyobb, mint a második legnagyobb magyar vármegye, Borsod-Abaúj-Zemplén). Lakossága 480 909, Cork város nélkül 361 766 (2006-os adatok).
Nevezetességei közt van a Blarney-kő és Cobh kikötője (korábban Queenstown) ahonnan nagyon sok ír kivándorló kezdet meg utazását az Amerikai Egyesült Államok, Ausztrália, Kanada, Új-Zéland és Dél-Afrika felé. Ez volt a Titanic utolsó megállóhelye is, mielőtt végzetes útjára indult. 
A sziget távoli nyugati területei, a természeti szépségeiről híres Nyugat-Cork, népszerű turistacélpont. A látogatók többnyire a kis falvakba, vagy szigetekre érkeznek (mint a Sherkin-sziget, Oileán Chléire és a Dursey-sziget. Nyugat-Corkban van Mizen Head, az ír föld legdélnyugatibb pontja és a Sheep's Head félsziget is.

## Történelem
A mai Cork megye jórésze valamikor a Munster déli részén létrejött Deas Mumhan (Dél-Munster) királyság része volt (amely később Desmond néven anglicizálódott) és a MacCarthy Mor dinasztia uralta. A 12. századi normann invázió után a MacCarthy klánt nyugat felé szorították, a mai Nyugat-Corkba és Kerry megyébe. Cork északi és keleti része a hiberno-normann FitzGerald dinasztia kezébe került – belőlük lettek Desmond earljei. Cork város 1318-ban angol királyi oklevelet kapott és a évszázadokig az óangolok, az írországi angol betelepedők előretolt állomása volt.
A FitzGerald Desmond dinastia az 1569 és 1573, illetve 1579 és 1583 közt zajlott Desmond-felkelések után elpusztult. A harcokban, különösen a második Desmond-felkelés során elpusztult Cork megye jórésze. A megye nagy részét ezt követően angol betelepülők gyarmatosították az Írország ültetvényesítése néven ismert folyamatban.
1491-ben Cork szerepet játszott a rózsák háborújában, amikor Perkin Warbeck angol trónkövetelő Cork városban szállt partra, hogy VII. Henrik angol király, ellen követőket toborozzon. Cork polgármestere és sok neves polgár Warbeckkel együtt Angliába ment, de amikor a felkelés elbukott, elfogták és kivégezték őket. Ezzel megszolgálták a "lázadó város" nevet Cork számára és ezt a becenevet később az egész megyére kiterjesztették.
1601-ben a megyében zajlott a döntő jelentőségű Kinsale-i csata, amelyet az angolok nyertek meg és ezzel gyakorlatilag évszázadokra eldőlt, hogy Anglia fogja uralni az Ír-szigetet. Kinsale-nél spanyol csapatok szálltak partra, hogy segítséget nyújtsanak az Anglia ellen felkelt íreknek. Ezzel a csatával tulajdonképpen eldőlt a később kilencéves háború (1594 – 1603) névre keresztelt konfliktus. 
Cork megye 1606-ban jött létre a korábbi Desmond megyéből, amelyet felosztottak. 
A 19. században Cork volt az Ír Köztársasági Testvériség (Irish Republican Brotherhood, IRB) vagy Fenián mozgalom és az alkotmányos nacionalista Ír Parlamenti Párt központja.
Az Ír Függetlenségi Háború (1919 – 1921) idején a megye a gerillaharc fészke volt. Az Ír Köztársasági Hadseregnek (IRA) három ezrede működött a megyében és egy Cork városban. Emlékezetes akciójuk volt 1920 novemberében a kilmichaeli rajtaütés és 1921 márciusában a crossbarryi rajtaütés. Az IRA valamikori rohambrigádjairól szól Ken Loach 2006-ban készült filmje (The Wind That Shakes The Barley, a "A szél amely az árpát rázza"). A brit félkatonai egységek, a Black and Tans 1920 decemberében földig rombolta Cork város központját és a megye több városa és falva hasonló pusztításokat szenvedett.
Az Ír polgárháború alatt (1922-1923) a corki IRA-egységek jórésze az Angol-Ír Egyezmény ellen foglalt állást. 1922 júliusa és augusztusa között kezükben tartották a várost és a megyét a Munsteri Köztársaság részeként. Ekkor azonban az Ír Szabadállam hadserege az Ír Szabadállam offenzívában szárazföldi és tengerről végrehajtott támadásokkal elfoglalta Corkot. A háború hátralévő részében a megyében már csak elszórt gerillaharcok voltak, míg az egyezményellenes oldal tűzszünetet nem kért. Ezután hamarosan letették a fegyvert. 
Michael Collins, a függetlenségi háború fő alakja Clonakilty közelében született. A polgárháború idején Béal na mBláth falucskában gyilkolták meg.

## Népesség
Cork megyének két olyan területe van (Gaeltacht), ahol még mindig az ír nyelv a mindennapi beszéd elsőszámú eszköze. Az egyik Múscraí, vagy angolul Muskerry északon, különösen Cúil Aodha falu (angolul Coolea), illetve Oileán Chléire (angolul Cape Clear) komppal megközelíthető szigete a nyugati partoknál. 

## Települések

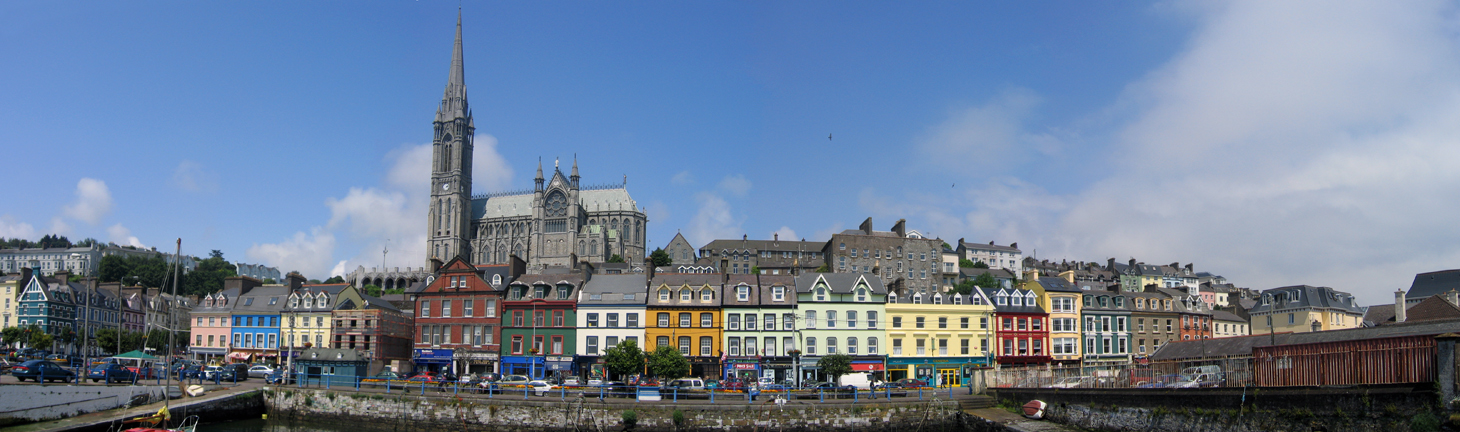
Cobh

- Adrigole, Aghabullogue, Aghada, Allihies
- Ballinadee, Ballinascarthy, Ballincollig, Ballineen, Ballinhassig, Ballinlough, Ballinspittle, Ballycotton, Ballydehob, Ballydesmond, Ballygarvan, Ballylickey, Ballyvourney, Baltimore, Bandon, Banteer, Bantry, Barleycove, Blarney, Buttevant
- Carrigaline, Carrigtwohil, Castletownbere, Castletownroche, Castletownshend, Castlemartyr, Charleville, Clonakilty, Cloyne, Coachford, Cobh, Coolea, Cork, Courtmacsherry, Crookhaven, Crossbarry, Crosshaven
- Doneraile, Douglas, Drimoleauge, Drinagh, Dromahane, Dunmanway, Durrus
- Enniskeane
- Fermoy, Fountainstown
- Glandore, Glanmire, Glengarriff, Glounthaune, Goleen, Gougane Barra, Glenbrook, Cork
- Innishannon
- Kanturk, Kealkill, Killavullen, Kilbrittain, Kilcrohane, Killeagh, Kilmeen, Kilmichael, Kinsale, Knocknagree
- Ladysbridge, Leap
- Macroom, Mahon, Mallow, Midleton, Millstreet, Mitchelstown, Mizen Head, Monkstown
- Newcestown, Newmarket, Newtownshandrum
- Oysterhaven
- Passage West
- Ringaskiddy, Rockchapel, Rosscarbery, Rostellan, Rylane
- Saleen, Schull, Shanagarry, Skibbereen
- Timoleague, Tower
- Union Hall
- Whitegate
- Youghal

## Személyek
Nyugat-Corkban született Michael Collins, az ír függetlenségi harc legendás alakja, és itt is gyilkolták meg.
A legutóbbi években a megye távolnyugati részei nemzetközileg is népszerűek lettek és az Európai Unió sok polgára telepedett itt le, köztük olyan hírességek, mint Jeremy Irons vagy Neil Jordan. Nyugat-Corkban nagyságához mérten aránytalanul sok képzőművész, zenész, költő és drámaíró él.